# Nika Prevc
Nika Prevc (Kranj, 15 marzo 2005) è una saltatrice con gli sci slovena, vincitrice della Coppa del Mondo nel 2024 e nel 2025 e due volte campionessa iridata.

## Biografia
Nata a Kranj, originaria di Dolenja Vas di Krško e sorella minore di Peter, Cene e Domen, a loro volta saltatori con gli sci, Nika Prevc, attiva dall'agosto del 2018, ai Mondiali juniores di ai Lahti/Vuokatti 2021 ha conquistato la medaglia di bronzo nella gara a squadre e ha esordito in Coppa del Mondo il 26 novembre dello stesso anno a Nižnij Tagil, dove si è piazzata al 23º posto nella gara individuale dal trampolino normale; ai successivi Mondiali juniores di Zakopane/Lygnasæter 2022 ha vinto la medaglia d'oro nel trampolino normale e nella gara a squadre e quella d'argento nella gara a squadre mista e a quelli di Whistler 2023 la medaglia d'oro nella gara a squadre mista e quella d'argento nel trampolino normale e nella gara a squadre.
Il 10 febbraio 2023 ha conquistato a Hinzenbach il primo podio in Coppa del Mondo (3ª) e ai successivi Mondiali di Planica 2023, sua prima presenza iridata, si è classificata 17ª nel trampolino normale, 40ª nel trampolino lungo e 4ª nella gara a squadre; il 16 dicembre dello stesso anno ha conquistato a Engelberg la prima vittoria in Coppa del Mondo e al termine della stagione 2023-2024 ha vinto la Coppa del Mondo generale. Ai Mondiali di Trondheim 2025 ha vinto la medaglia d'oro nel trampolino normale e nel trampolino lungo, quella d'argento nella gara a squadre mista e si è piazzata 4ª nella gara a squadre; al termine della stagione 2024-2025 ha vinto nuovamente la Coppa del Mondo generale. Non ha preso parte a rassegne olimpiche.

## Palmarès

### Mondiali
- 3 medaglie:
  - 2 ori (trampolino normale, trampolino lungo a Trondheim 2025)
  - 1 argento (gara a squadre mista a Trondheim 2025)

### Mondiali juniores
- 7 medaglie:
  - 3 ori (trampolino normale, gara a squadre a Zakopane/Lygnasæter 2022; gara a squadre mista a Whistler 2023)
  - 3 argenti (gara a squadre mista a Zakopane/Lygnasæter 2022; trampolino normale, gara a squadre a Whistler 2023)
  - 1 bronzo (gara a squadre a Lahti 2021)

### Coppa del Mondo
- Vincitrice della Coppa del Mondo nel 2024 e nel 2025
- 33 podi (32 individuali, 1 a squadre):
  - 23 vittorie (22 individuali, 1 a squadre)
  - 5 secondi posti (individuali)
  - 5 terzi posti (individuali)

#### Coppa del Mondo - vittorie
| Data             | Località               | Nazione     | Trampolino                        |
| ---------------- | ---------------------- | ----------- | --------------------------------- |
| 16 dicembre 2023 | Engelberg              | Svizzera    | Gross-Titlis-Schanze HS140        |
| 30 dicembre 2023 | Garmisch-Partenkirchen | Germania    | Große Olympiaschanze HS142        |
| 3 gennaio 2024   | Villaco                | Austria     | Villacher Alpenarena HS98         |
| 4 gennaio 2024   | Villaco                | Austria     | Villacher Alpenarena HS98         |
| 19 gennaio 2024  | Zaō                    | Giappone    | Yamagata HS102                    |
| 20 gennaio 2024  | Zaō                    | Giappone    | Yamagata HS102 (con Nika Križnar) |
| 28 gennaio 2024  | Ljubno                 | Slovenia    | Logarska dolina HS94              |
| 13 marzo 2024    | Trondheim              | Norvegia    | Granåsen HS138                    |
| 23 novembre 2024 | Lillehammer            | Norvegia    | Lysgårdsbakken HS140              |
| 21 dicembre 2024 | Engelberg              | Svizzera    | Gross-Titlis-Schanze HS140        |
| 31 dicembre 2024 | Garmisch-Partenkirchen | Germania    | Große Olympiaschanze HS142        |
| 1º gennaio 2025  | Oberstdorf             | Germania    | Schattenberg HS137                |
| 24 gennaio 2025  | Zaō                    | Giappone    | Yamagata HS102                    |
| 7 febbraio 2025  | Lake Placid            | Stati Uniti | MacKenzie HS128                   |
| 8 febbraio 2025  | Lake Placid            | Stati Uniti | MacKenzie HS128                   |
| 15 febbraio 2025 | Ljubno                 | Slovenia    | Logarska dolina HS94              |
| 16 febbraio 2025 | Ljubno                 | Slovenia    | Logarska dolina HS94              |
| 22 febbraio 2025 | Hinzenbach             | Austria     | Aigner HS90                       |
| 23 febbraio 2025 | Hinzenbach             | Austria     | Aigner HS90                       |
| 13 marzo 2025    | Oslo Holmenkollen      | Norvegia    | Holmenkollen HS134                |
| 15 marzo 2025    | Vikersund              | Norvegia    | Vikersundbakken HS240             |
| 20 marzo 2025    | Lahti                  | Finlandia   | Salpausselkä HS130                |
| 21 marzo 2025    | Lahti                  | Finlandia   | Salpausselkä HS130                |